# Sol Spiegelman
Sol Spiegelman (14 de diciembre de 1914 - 20 de enero de 1983). Biólogo molecular estadounidense. Desarrolló la técnica de hibridación de nucleótidos.

## Obra
En 1971 Sol Spiegelman y su grupo llevaron a cabo experimentos de evolución de moléculas en el tubo de ensayo, sintetizando ARN (poblaciones de entre 1012 y 1015 moléculas en un medio que posibilitaba la replicación). Spiegelman interpretó los fenómenos observados como evolución por mutación y selección, y subrayó la gran ventaja de la replicación del ARN como un modelo sencillo para la optimización evolutiva, pues el genotipo (secuencia) y el fenotipo (estructura) son dos rasgos presentes en la misma molécula. Estos experimentos llevaron a la utilización del principio darwiniano en biotecnología, con el objetivo de desarrollar técnicas para el diseño de biomoléculas con propiedades predefinidas.
- Datos: Q735982
- Multimedia: Sol Spiegelman / Q735982